# Frederic Vervisch

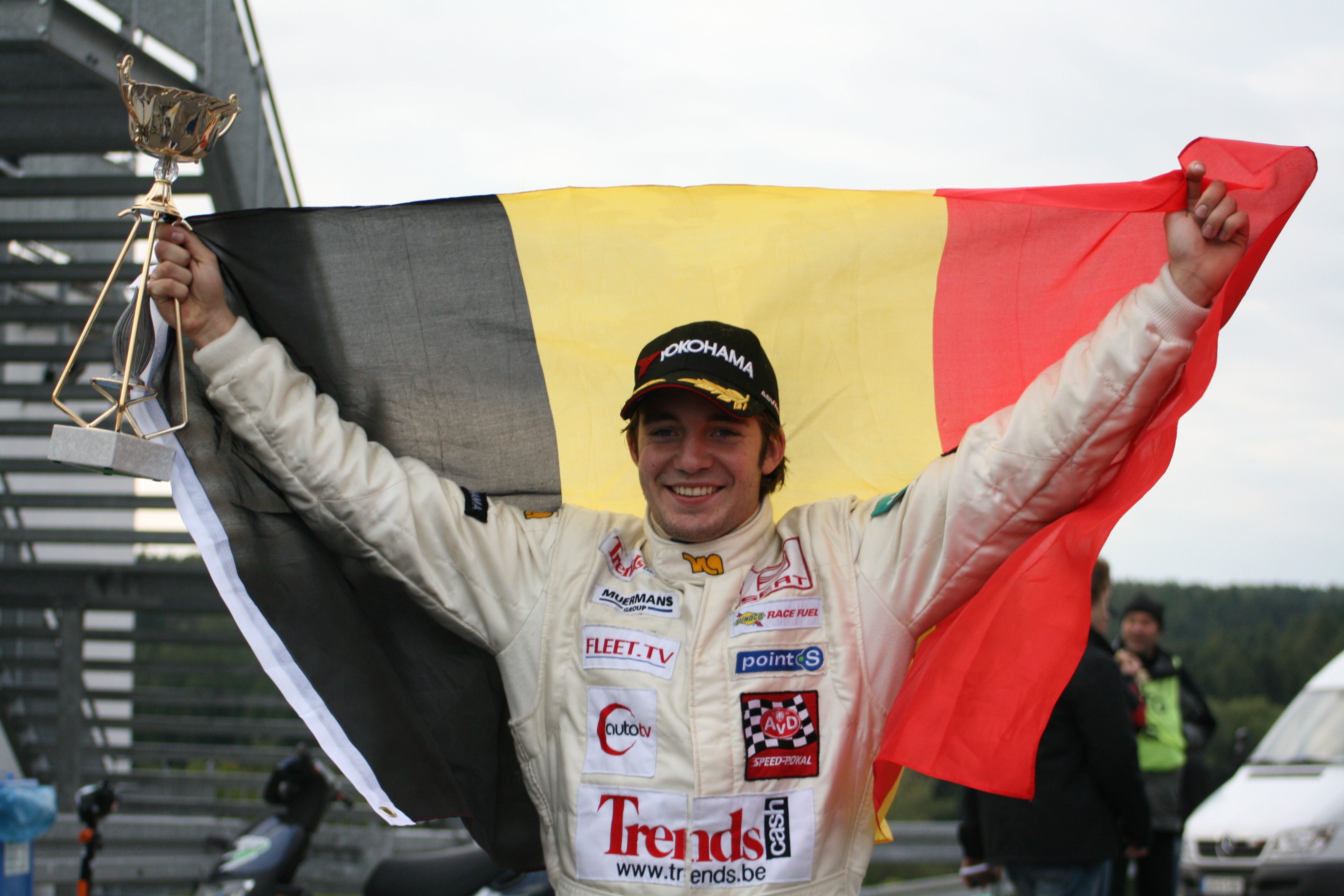
Frédéric Vervisch na titelwinst in de Duitse ATS Formula 3 Cup op de Sachsenring

Frédéric Vervisch (Roeselare, 10 augustus 1986) is een Belgische racepiloot, woonachtig te Kortrijk. In 2004 debuteerde hij in de autosport in het Franse Formule 3-kampioenschap en werd prompt vice-kampioen. Een jaar later probeerde hij het in de Formule Renault 3.5 Series, maar moest na enkele wedstrijden door sponsorperikelen afhaken. Na een matig seizoen (2006) in de Formule Renault 2.0 pakte Vervisch sterk uit in de Duitse Formule 3. Met de Belgische renstal JB Motorsport van voormalig DTM-rijder Yves Olivier eindigde Vervisch tweede in de eindstand. Op het einde van het seizoen nam hij ook nog deel aan twee weekends van de Formule Renault 3.5. Tijdens de wintermaanden startte Vervisch in het Aziatische F3-kampioenschap, waar hij ten slotte de titel veroverde die hem ook een test bij het Force India Formule 1-team opleverde.
In het seizoen 2008 reed Vervisch andermaal in de Duitse Formule 3. Na een moeilijk begin met Swiss Racing Team maakte hij halfweg het seizoen de overstap naar Jo Zeller Racing waarmee hij vijf opeenvolgende overwinningen behaalde die aan de basis lagen voor de titelwinst. Wegens gebrek aan voldoende financiële middelen kan Vervisch, als kampioen, evenwel het seizoen niet afmaken. Net als zijn voorganger Carlo Van Dam vorig jaar, werd Vervisch door het team RC Motorsport uitgenodigd om aan het laatste raceweekend van het Europees F3-kampioenschap deel te nemen.
In 2009 stapte hij over naar het Amerikaanse Atlantic Championship. Hij finishte vijf keer op een podiumplaats en eindigde op de vierde plaats in de eindstand van het kampioenschap, wat hem de trofee "Rookie of the year" opleverde als best geklasseerde debuterende rijder.

## Palmares
- 1997: Kartdebuut
- 1999: ASAF Kartingkampioenschap, 1ste
- 2000: Belgisch ICA Kartingkampioenschap, 2de
- 2001: Belgisch ICA Kartingkampioenschap, 2de
- 2003: Belgian Kart Cup Junior Maxi, 1ste
- 2004: Coupe de France de Formule 3, 2de
- 2005: Formule Renault 3.5 Series
- 2006: Formule Renault 2.0 NEC, 9de
- 2007: Duitse ATS Formule 3 Cup, 2de (4 zeges, 1 pole, 7 snelste ronden, 11 podia)
- 2007/2008: Aziatische Formule 3 Championship, 1ste (11 zeges, 10 poles, 15 snelste ronden, 17 podia)
- 2008: Duitse ATS Formule 3 Cup, 1ste (7 zeges, 4 poles, 6 snelste ronden, 10 podia)
- 2008: Formule 3 Euroseries (2 races)
- 2009: Atlantic Championship, 4de
- 2010: Superleague Formula